# Acfredo de Tolosa
Acfredo (también Acfredus, Egfridus, Ecfrid o Effroi) fue el conde de Tolosa de 842 a 843. Cuando Carlos el Calvo depuso a Bernardo de Septimania en 842, instaló a Acfredo en Tolosa en julio. Al año siguiente, sin embargo, Bernardo, aliado con Pipino II de Aquitania, expulsó a Acfredo. Nunca recuperó su condado. La deposición de Acfredo no fue reconocido por el rey hasta 844 u 845, cuando, habiendo derrotado y ejecutado a Bernardo, nombró a Fredo conde de Tolosa. Quizás Acfredo ya había muerto para entonces, pero quizás no.